# Мощенська сільська рада (Гайворонський район)
| Мощенська сільська рада — колишній орган місцевого самоврядування у Гайворонському районі Кіровоградської області з адміністративним центром у с. Мощене. Сільській раді підпорядковані населені пункти: - с. Мощене |

## Склад ради
Рада складається з 12 депутатів та голови.

### Керівний склад ради
| ПІБ                           | Основні відомості                                                         | Дата обрання | Дата звільнення |
| ----------------------------- | ------------------------------------------------------------------------- | ------------ | --------------- |
| Кармаліцький Сергій Антонович | Сільський голова, 1962 року народження, освіта, член народної партії      | 26.03.2006   | 31.10.2010      |
| Пересунчак Олег Іванович      | Сільський голова, 1968 року народження, освіта вища, член Партії регіонів | 31.10.2010   |                 |

Примітка: таблиця складена за даними джерела

## Населення
Згідно з переписом УРСР 1989 року чисельність наявного населення сільської ради становила 1512 осіб, з яких 632 чоловіки та 880 жінок.
За переписом населення України 2001 року в сільській раді мешкали 834 особи.

### Мова
Розподіл населення за рідною мовою за даними перепису 2001 року:
| Мова       | Відсоток |
| ---------- | -------- |
| українська | 98,32 %  |
| молдовська | 1,32 %   |
| російська  | 0,36 %   |